# Chorozinho-do-aripuanã
Formigueirinho-do-aripuanã ou chorozinho-do-aripuanã (nome científico: Herpsilochmus stotzi) é uma espécie de ave pertencente à família dos tamnofilídeos, endêmica do Brasil.
Seu nome popular em língua inglesa é "Aripuana antwren".

## Taxonomia
O chorozinho-do-aripuanã foi descoberto em 1986 e na época era considerado uma subpopulação do chorozinho-de-chapéu-preto (H. atriacapillus). Foi reconhecido como uma espécie e assim descrito em 2013, momento em que passou a obter reconhecimento por sistemas taxonômicos regionais e mundiais. Seu epíteto específico homenageia o descobridor Douglas Stotz.
O chorozinho-do-aripuanã é monotípico.

## Descrição
O chorozinho-do-aripuanã possui entre 11 a 12 centímetros (4,3 a 4,7 pol) de comprimento e pesa cerca de 11 gramas (0,39 oz). Os machos adultos possuem a coroa e a nuca pretas, um supercílio longo e esbranquiçado e uma faixa preta no olho. O resto da parte superior é cinza. Suas asas são pretas com pontas brancas nas coberturas e bordas brancas nas penas de voo. Sua cauda é preta com grandes pontas de penas brancas e bordas brancas na parte externa. O peito e a barriga são esbranquiçados. As fêmeas adultas possuem testa alaranjada e coroa preta com listras brancas. Suas partes superiores são cinzas. O restante da parte inferior é mais branca que a do macho.

## Distribuição e habitat
O chorozinho-do-aripuanã foi descrito pela primeira vez na área entre os rios Aripuanã e Machado, em Rondônia. Agora é conhecido um pouco mais amplamente ao longo da margem direita do Rio Madeira e ao longo do Rio Roosevelt, na maior parte de Rondônia, sudeste do Amazonas e noroeste do Mato Grosso. Habita principalmente floresta campinarana antiga em solo pobre em nutrientes. As árvores raramente excedem 20 metros (66 pé) de altura. Também pode ser visto em terra firme alta e não perturbada, onde favorece áreas com palmeiras Lepidocaryum tenue.

## Comportamento

### Movimento
Acredita-se que seja residente o ano todo em toda a sua área de distribuição.

### Alimentação
Sua alimentação é conhecida apenas pelo conteúdo estomacal dos exemplares obtidos, que eram restos de insetos e aranhas. Forrageia sozinho, em pares e em grupos familiares, optando principalmente na copa, recolhendo presas da vegetação.

### Reprodução
Acredita-se que nidifica em julho e agosto, mas nada mais se sabe sobre sua biologia reprodutiva.

### Vocalização
O canto do chorozinho-do-aripuanã é um "trinado suave, ronronante e ondulante que desacelera fortemente o tempo todo". O canto faz parte da evidência de seu tratamento como espécie, pois carece de notas distintas antes do trinado que outros visualmente semelhantes de seu gênero possuem, e o trinado tem um ritmo diferente dos deles. Seu chamado ouvido com mais frequência é um "tchwee" e também emite "uma 'mastigação' muito curta e nítida" individualmente ou em série.

## Conservação
A União Internacional para a Conservação da Natureza (IUCN) avaliou o chorozinho-do-aripuanã como sendo de menor preocupação. Tem uma distribuição pequena e um tamanho populacional desconhecido, o qual se presume que esteja diminuindo. Ademais, parte de sua área de distribuição encontra-se legalmente protegida, estando ainda presente em territórios indígenas.